# 모모야마미나미구치역
모모야마미나미구치역(일본어: 桃山南口駅)은 일본 교토부 교토시 후시미구에 위치한 게이한 전기 철도 게이한 우지 선의 철도역이다. 역 번호는 KH 72이며, 상대식 승강장 2면 2선의 구조를 갖춘 지상역이다.

## 타는 곳
| 1 | ■ 우지 선 | 상행 | 히라카타시 · 요도야바시 · 나카노시마 선 · 데마치야나기 방면 |
| 2 | ■ 우지 선 | 하행 | 로쿠지조 · 우지 방면                                        |

## 이용 현황
- 2009년도 : 6,108명
- 2015년도 : 2,992명

## 역 주변
- 후시미모모야마 릉 (메이지 천황 릉)
  - 후시미모모야마히가시 릉 (쇼켄 황태후 릉)
- 다이이치 정공

## 인접 역
| 게이한 전기 철도 우지 선     | 게이한 전기 철도 우지 선 | 게이한 전기 철도 우지 선 |
| ---------------------------- | ------------------------ | ------------------------ |
| KH 71 간게쓰쿄 주쇼지마 방면 | ■ 우지 선                | 로쿠지조 KH 73 우지 방면 |